# Alfredo Pián
Alfredo Pián (Las Rosas, 21 ottobre 1912 – Las Rosas, 25 luglio 1990) è stato un pilota automobilistico argentino.
Iscritto al Gran Premio di Monaco 1950 con una Maserati, durante le prove del sabato scivolò su una macchia d'olio schiantandosi contro il guard rail riportando ferite alle gambe.
Nonostante avesse fatto segnare il sesto tempo più veloce fino a quel momento non poté prendere parte alla gara a causa dell'infortunio e non partecipò più ad altri eventi nel Mondiale di Formula 1.

## Risultati in Formula 1
| 1950 | Scuderia      | Vettura          |  |    |  |  |  |  |  | Punti | Pos. |
| ---- | ------------- | ---------------- |  | -- |  |  |  |  |  | ----- | ---- |
| 1950 | Achille Varzi | Maserati 4CLT/48 |  | NP |  |  |  |  |  | 0     |      |

| Legenda | 1º posto     | 2º posto | 3º posto    | A punti         | Senza punti/Non class.  | Grassetto – Pole position Corsivo – Giro più veloce |
| Legenda | Squalificato | Ritirato | Non partito | Non qualificato | Solo prove/Terzo pilota | Grassetto – Pole position Corsivo – Giro più veloce |